# 自由帳
自由帳（じゆうちょう）はノートブックの一種。名前の通りあらゆる事を自由に書き込むため用いられる。中身は白無地で、普通のノートブックとは違い、罫線が入っていない。最近は再生紙を利用したものも多い。メモ帳やスケッチブックなど使用方法は様々。幼児のお絵かきなどにも用いられる。
ほとんどの文具店でも取り扱っており、スーパーマーケットやコンビニエンスストアでも一部取り扱っている。
- 表紙にはアニメなどのキャラクターや、子供たちの興味を惹く動植物の絵や写真などを大きく配したものが一般的である。
- 表紙に「じゆうちょう」または「自由帳」の題字をつけた上で、学習帳シリーズの１つとして販売する文具会社がある。
- 白紙の紙をノート状に綴じただけのものであるため、小学校低学年の児童などが多目的に使用する。
- そのため、子供会や運動会などの景品としても多用される。
- 落書き帳のように1枚ずつ切り離して使う場合もあり、コピー・プリンター用紙の代用（但し紙質が劣るために高精細な印字は望み薄）として使う場合もある。

## 主な名称
- 自由帳
- 自由ノート